# You Don't Know Jack Vol. 2
You Don't Know Jack Vol. 2 is een videospel dat werd ontwikkeld door Jellyvision Games en uitgegeven door Berkeley Systems. Het spel kwam in 1996 uit voor Windows en Macintosh. Het spel is het vervolg op You Don't Know Jack. Het perspectief wordt getoond in de eerste persoon. Het spel is een simulatie van het gelijknamige televisieprogramma.

## Platforms
- Macintosh (1996)
- Windows (1996)
- Windows 3.x (1996)

## Ontvangst
| Beoordeeld door       | Jaar | Platform    | Score |
| --------------------- | ---- | ----------- | ----- |
| Game Revolution       | 2004 | Macintosh   | 91%   |
| GameSpot              | 1996 | Windows     | 90%   |
| GameStar (Duitsland)  | 1999 | Windows     | 85%   |
| PC Action             | 1998 | Windows     | 82%   |
| Power Play            | 1998 | Windows 3.x | 80%   |
| PC Player (Duitsland) | 1998 | Windows 3.x | 73%   |
| PC Joker              | 1998 | Windows     | 71%   |
| PC Joker              | 1998 | Windows 3.x | 71%   |
| GameStar (Duitsland)  | 1998 | Windows 3.x | 70%   |
| PC Games (Duitsland)  | 1998 | Windows     | 70%   |